# Jacob Holm (håndboldspiller)
 For alternative betydninger, se Jacob Holm. (Se også artikler, som begynder med Jacob Holm)
Jacob Holm (født 5. september 1995 i Esbjerg) er en dansk håndboldspiller, der spiller for franske Paris Saint-Germain og det danske herrelandshold. Inden han kom til Paris, spillede han fem sæsoner i tyske Füchse Berlin.
Holm startede med at spille håndbold i en alder af blot 7 år i Esbjerg Håndbold, og rykkede derefter til Ribe for at tage til Skjern. Han fik sin debut i Ribe-Esbjerg HH’s ligahold som 17-årig, og gik på deres Sports College.
Holm har tidligere spillet i Ribe-Esbjerg HH. I 2016 debuterede han for landsholdet mod Færøerne.
Med landsholdet vandt han VM i håndbold 2021 i Egypten og OL-sølv samme år.